# Нижнеспасское (Тамбовская область)
Нижнеспа́сское — село в Рассказовском районе Тамбовской области России.
Является административным центром Нижнеспасского сельсовета.

## География
Село расположено на реке Лесной Тамбов, к 1 км к юго-западу от Рассказово и в 28-30 км юго-востоку от Тамбова.

### Климат
Климат характеризуется как умеренно континентальный, с относительно жарким летом и холодной продолжительной зимой. Среднегодовая температура воздуха — 5,4 °С. Средняя температура воздуха самого тёплого месяца (июля) — 19,9 °C (абсолютный максимум — 38,4 °С); самого холодного (января) — −10 °C (абсолютный минимум — −36,9 °С). Безморозный период длится 145—155 дней. Длительность вегетационного периода составляет 180—185 дней Среднегодовое количество атмосферных осадков составляет 525 мм, из которых 342 мм выпадает в период с апреля по октябрь. Снежный покров образуется в последней декаде ноября — начале декабря и держится в течение 125—130 дней.

## История

### Основание села
Нижнеспасское было основано 18 сентября 1699 года Спасовым монастырём, указом Петра I. Для села выбрали участок урочища: «от реки Лесной Тамбов на Толокняное болото… и от Толокняного болота за реку Лесной Тамбов до Талины поляны… и вниз по речке Подыскляю». Для защиты вокруг поселения были построены надолбы.
В конце 1698 г. архимандрит Спасова монастыря Филарет подает челобитную на имя царя Петра I, с просьбой о выделение земли «за Танбовским большим Ценским лесом».
В январе 1699 года в ответ на ранее поданное челобитье архимандрита Спасова монастыря Филарета с братиею в Тамбов была прислана грамота царя Петра Алексеевича с указанием сыскать свободные не имеющие владельцев земли в районе от реки Лесной Тамбов до Казачьей дороги, и размежевав её, прислать в Москву мерные книги. После чего свободную землю полагалось передать в пользование Спасова монастыря.
По соседству с выделенной землёй находились земли нескольких подьячих. Так, в январе 1699 года в районе современного расположения села получает землю подьячий Тамбовской приказной избы Никита Иванович Миронов и его сын Пётр. В общей сложности им было выделено 45 гектар пахотной земли и 25 гектар под «дворовые усадьбы и под животные выпуски», а также выделялась земля под покосы (500 копен). В этом же документе упоминается уже существующий на тот момент землевладелец, их сосед — подьячий Прокофий Емельянов.
В марте 1699 года по соседству с уже отведенными землями Прокофия Емельнова, Козьмы Попова, Никиты и Петра Миронова, по просьбе архимандрита Спасова монастыря Филарета и по указу Петра I, по руководством Алексея Докукина и подьячего приказной избы Данилы Шишкина, происходит обмер и выделение 2 500 гектар земли («лесных порослей, болот и ржавцов») в пользование Спасову монастырю, который находится в городе Переславль-Рязанском. В документе упоминается границы земли: «от реки Лесной Тамбов на Толокняное болото, возле земель Прокофия Емельянова». В обоих случаях земли до этого никому не принадлежали и представляли собой «дикую степь в дачи никому не отданы».
29 июля (8 августа) 1699 года на основании обмеров сделанных ранее в отказной книге делается запись об «отказе (выделении) в вотчину Спасова монастыря» этой земли. В документе очень подробно описываются границы выделяемого участка и кроме вышеупомянутых соседей фигурируют подьячие Тамбовской приказной избы: Абросим Авдеев, Семен Маслов, Ефрем Иванов и Аким Киселев. Ефрем Иванов часть своей земли продал Ивану Тимофееву, а часть (15 гектар) поменял с доплатой (20 рублей) с Спасским монастырем. В октябре 1714 года владельцем это земли («между речкою Лянтией и Промышляем») значится Иван Тимофеев сын Тимофеева, который ранее отмежевал этот участок у Ефрема Иванова и Акима Киселева. В этом же октябре 1714 года Иван Тимофеевич Тимофеев продает свою поместную землю Спасову монастырю за 25 рублей.
Все эти документы были доставлены в Москву 5 (15) июня 1699 года. После ещё некоторой переписки 18 (28) сентября 1699 года издается царский указ: «… на той данной земли того Спасского монастыря архимандриту с братией … монастырских крестьян селить и круг того селения построить надолбы, чтоб от неприятельских людей жить было бережно». «А … сию …, грамоту, … списав с нее список (сняв копию) оставить в Тонбове в приказной избе, а подлинную … грамоту отдать того Спасского монастыря стряпчему с распискою».
Кроме этого, основного участка земли Архимандрит Филарет 25 августа (4 сентября) 1699 г. выменивает у подьячего Ефрема Иванова (который имел соседний с монастырским участок) 15 четей его земли, отдав 5 четей своей и доплатив 20 рублей
3 (13) августа 1699 года полковой казак села Бокино, Никита Савельев с женою своей Агафьей Федоровной и пасынком Матвеем Федоровичем Милкиным, передал «поступную запись» (купчая, частным образом совершенная или дарственная) на владения «бортные угодья в урочищах Тамбовской, Хоперской и Роговской… и владеть ему архимандриту Филарету с братией, и кто после него будет теми нашими бортными угодьями впредь бесповоротно». За это Филарет обязался платить «в казну» «в год меду по 14 гривенок с полугривенкой, да ясачного водяного и верхового оброку 28 алтын».
Крестьян переселяли из старых Рязанских сёл и деревень, вотчин Спасского монастыря. С Рязанского уезда — село Мервино (сейчас часть Рязани) с деревней Мошковатовой, село Подвязье. С Зарайского уезда — село Алпатьево. С Пронского уезда — село Карповское, село Киселево, с деревней Куняковой, Лушками, Лядиховой и Клементьевской. С Ряжского уезда — село Незнаново.
Первопоселенцами села Нижнее Спасское можно так же считать тамбовчанина Данилу Ивановича Ивашкина, который купил землю в 1726 году у Павла Акимовича Киселева и его племянника Дмитрия Никитовича Киселева. В этом документе упоминается деревня Зверяевка, которая сегодня является одной из улиц села.
В 1911 году Зверяевка насчитывала 45 дворов с населением 259 человек.
В 1926 году Зверяевка насчитывала 66 русских дворов, прочих — 1, всего 299 человек.

### XVIII век
В 1702 часть монастырских крестьян была переселена в новое поселение Верхи.
Первая историческая запись о селе датируется 1705 годом, именно в этом году в окладной книге церковной епархии говорится: Церковь Покрова в Тамбовском уезде в новоселебном селе Покровском в вотчине Спасова монастыря, что в Переяславле-Рязанском. У тое церкви два двора поповых… Да приходских, в том числе шестьдесят семь дворов крестьянских… Обложена по сказке того попа Романа, да Спасова монастыря стряпчего Артемья Бохолдина в нынешнем 1705 году в январе месяце".
Часть жителей села в десятых годах 18 века также принимала участие в строительстве Азовского флота.
Село находилось вблизи леса, поэтому дома у крестьян были рубленные из брёвен. Жили люди в маленьких, вросших в землю и крытых соломой избах. В селе изначально была только церковь. Первоначально, дворы и хозяйственные постройки находились в непосредственной близости от реки на возвышенных участках.

В документах 1719 года описываются первые поселенцы села:
«1719 -июня в день по указу великого государя царя и великого князя Петра Алексеевича всех Великия и Малыя и Белыя Росии самодержца в Тамбове в ландрацкой канцелярии пред комиссаром Васильем Михайловичем Крюковым Танбовского уезда, села Покровского, Спаское тож, вотчины Спасова монастыря, что в Переславле городе, внутре городе староста Тихон Ерофеев и выборный Иван Ефтропов и рядовыя крестьяне Степан Беляев, Потап Смелой, Федор Лукьянов, Матвей Фомин по святой непорочной евангельской заповеди Господней еже-ей-ей вправду сказали: в оном де селе у нас ныне налицо крестьянских, которыя имеют свои пашни сорок шесть дворов, а кто имяны и скольких лет и сколько в тех дворах налицо по имянам мужеска полу тому под сею нашею скаскою имянная роспись».

«К сей скаски и росписи того же села поп Александр, того села старосты Тихона Ерофеева и выборного Ивана Евтропова и рядовых крестьян Степана Беляева, Потапа Смелого, Федора Лукьянова, Матвея Фамина в том, что они против вышеописанного написали самою истинного, не тая ни идиныя души мужскаго полу, по их велению руку приложил.»
В документах второй ревизии 1745 года село упоминается как Нижнеспасское, где по-прежнему проживало много монастырских крестьян (809 мужчин). В нём имелось не менее 200 домов. В числе жителей села были Минай Иванов, Григорий Дьячков, Лаврентий Анохин, Константин Баранов, Семен Григорьев, Афанасий Ермолов, Семён Григорьев и другие.
По документам третьей переписи 1761 года в селе уже числилось дворов — 270, мужчин — 698, женщин — 750.
В 1764 указом Екатерины II была проведена полная секуляризация церковных земель и около 1500 душ монастырских крестьян Нижнеспасского перешли в ведение Коллегии экономии и перешли к классу экономических крестьян.
В 1787 на средства прихожан была построена новая деревянная церковь за место старой, так как та заметно обветшала. Престол был один в честь Покрова Пресвятой Богородицы.

### XIX век
В начале 1825 г. выходцами из экономических крестьян села были основаны деревни Мереновка (впоследствии Ворожейкино) и Казачка (Озёрки). Священнослужители села просили её причислить к своему приходу, но в итоге получили отказ.
Первая начальная школа в селе Нижнеспасском была открыта в 1843 году. В ней обучалось всего 20 человек. Она просуществовала до 1850 года и была закрыта. С 1857 года вновь открылась и просуществовала до 1864 г.. Одним из её учителей (1862-1864) был выпускник Тифлисской семинарии Пётр Богоявленовский.
В 1853 году Нижнеспасскими выходцами был основан посёлок Малопесчанка в Томской губернии. 

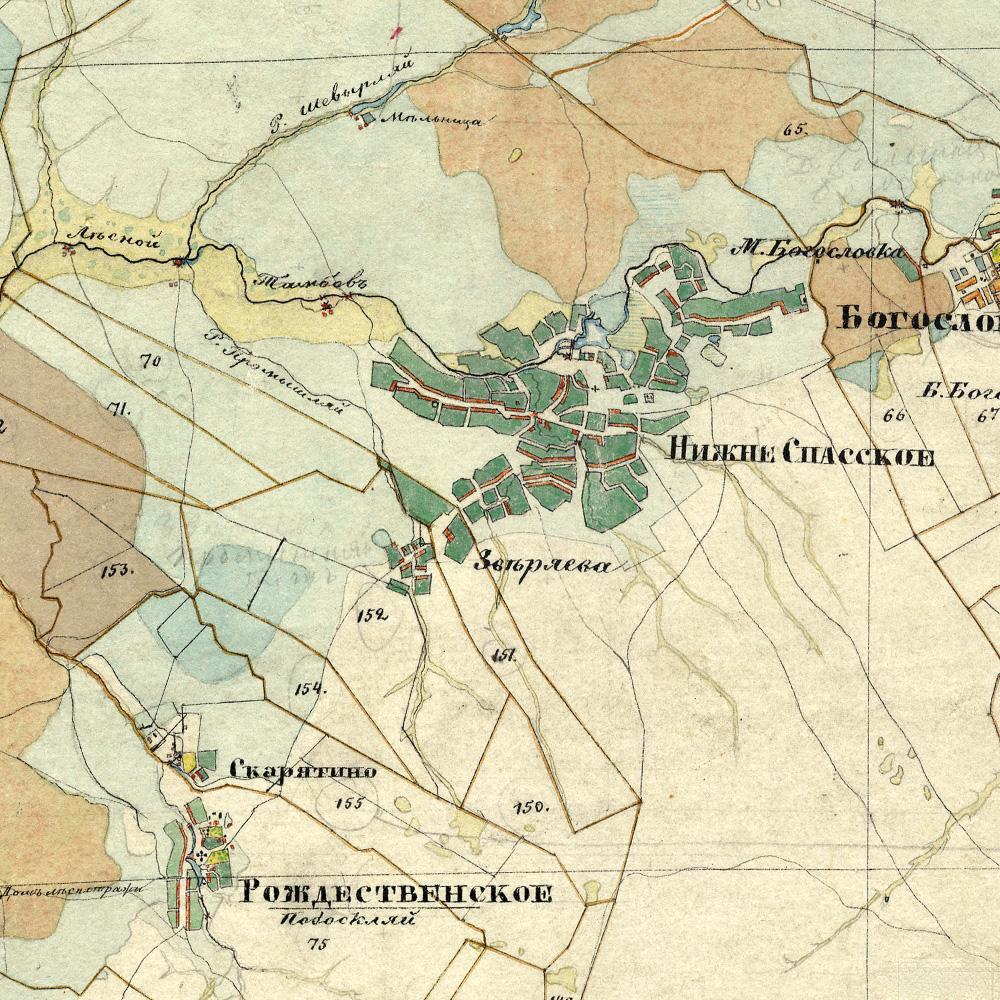
Карта, с. Нижнеспасское в 1862 году

После Отмены крепостного права началось основное заселение села и окрестностей.
По сведениям 1862 года значится: "Казённое село Нижнеспасское Тамбовского уезда расположено при реке Лесной Тамбов. Число дворов 255. Число жителей 2140. Мужчин — 1031, женщин — 1109". На тот момент в нём имелись мельница, поташный завод и школа.
В 1868 году начальная школа в третий раз открывается и не прекращает своё существование. Крестьяне в приговоре, составленном 28 апреля положили открыть школу в устроенном для него при волостном правлении доме. На содержание учителя и училища было собрано с 4419 душ 176 руб. 76 к. в год, полагая с каждой ревизской мужского пола души по 4 коп.Позднее финансировать школу стало Тамбовское уездное земство, школа стала называться земской. Школа представляла собой наёмное здание избы на 2 учителя, которая была очень тесной.
В 1874 году значительное число семейств (до 100 душ) с 1874 года выехали в Уфимскую губернию. В том же 1874 году 82 души возвратились с Уфимской губернии.
В середине XIX века в селе имелся кожевенный завод.
В 1875 началась закладка нового каменного храма на замену старой деревянной обветшалой церкви, постройки 1787 года. Строительство велось на средства прихожан и посильной помощи жителей села Подоскляй, рядом с местом старой церкви. В 1878 году было открыто церковно-приходское попечительство под председательством штабс-капитана Ивана Баранова с 3 членами. Вскоре постройка храма затянулась, из-за не имения средств и опытных руководителей. За 8 лет строительства каменные стены были возведены лишь на высоту 4 аршина (2,84 м). В 1884 году один из жителей села посоветовал крестьянам обратиться за помощью к предпринимателю и меценату Ивану Константиновичу Крюченкову, проживающего в Рассказове. Благодаря его усилиям в 1885 году уже была построена "вчерне", оставалось только внутреннее устройство. В 1887 году строительство новой церкви завершилось и с ним вместе обновился церковный штат, куда вошли: священники Фёдор Иванович Ястребцев (1844—1923), Иоанн Павлович Малицкий (1830—1909), дьякон Фёдор Семёнович Познанский (1848), псаломщики Иван Петрович Барковский (1837), Прокопий Чернавский (1821). Церковным старостой с 1870 г. по середину 80-х. был Григорий Балыбин. Храм относился к 3 Тамбовскому-Сухотинскому благочинническому округу. Наружные стены были выкрашены масляной краской кирпичного цвета, внутри церковь обштукатурена и расписана художественной росписью, иконостас устроен в 3 яруса, церковная библиотека была небольшой, но содержалась в полном порядке. Храм является ныне действующей Покровской церковью, являющейся памятником архитектуры, включена в 1993 году в реестр объектов культурного наследия регионального значения Тамбовской области. Она из немногих пережила всероссийскую кампанию по разрушению церквей в послереволюционный период.
В 1877 году сгорает мельница, арендаторами которой были Стрыжковы. Арендовали они её у Спасского общества крестьян.
В этом же 1877 году, недалеко от церкви на улице Боровая (Зелёная), по течению реки Лесной Тамбов была построена водяная мельница вместе с крупорушкой. Построена она была Рассказовскими купцами Иваном и Ильёй Васильевичами Казаковыми и стала называться «Казакова мельница». Зимой 1892 года её оснастили пяти-сильным паровым двигателем и турбиной, расположив в новом 3-х этажном корпусе. На мельнице трудилось по 20-25 человек. Со временем мощность двигателя постоянно повышали. В 1888 году мельница оценивалась в 13 536 руб., ранее в 12 500 руб. В 1892 году была построена новая пристройка и установлен паровой двигатель. К 1895 году она производила муки ржаной и пшена на сумму 143 000 руб. На эту мельницу привозили молоть зерно крестьяне из других сёл. При ней действовала просорушка. Хлеб грузился на жд станцию в Платоновку. Мука с мельницы также скупалась торговцами из Рассказово и перепродавалась. В 1904 году на неё установили нефтяной двигатель. Мельница действовала до 1925 года, а потом, во время сильного пожара в селе, сгорела. В это время выгорело много домов на разных улицах.
Позднее, к концу XIX века, построили ещё одну водяную мельницу на р. Лесной Тамбов, на улице Аникин (сегодня Комсомольская). Она работала от двигателя, и владели ею на паях братья Беляевы, Иван Прокофьевич, Пётр Прокофьевич и Матвей Прокофьевич. Позже эту мельницу арендовал у них рассказовский купец Ф. П. Казякин. Её стоимость в 1888 году достигала 13 831 руб. (ранее 10 750 руб.). После 1917 года мельница перешла в собственность государства и действовала до середины 1950-х годов, пока не сгорела.
В 1880 году в селе были церковно-приходская школа и 3 лавки.
В Нижне-Спасской волости в 1881—1882 годах была смерть коров от чумы, была она в некоторых селениях и в 1877. В эти годы много пало и овец, в 1884 году падали свиньи от жабы. Пастухи получают при готовой пище по 60—70 к. за корову, по 8—20 к. с овцы, по 15-70 к со свиньи. В Нижне-Спасской волости в конце XIX века главной яровой посева был овёс, не у всех была гречиха, картофель возделывался в большинстве случаях только на огородах. Картофель появился в полях в то время недавно. Крестьяне Зверяевки сеяли овеса мало, а преимущественно просто и гречиху.
В 1883 г. вновь открывается церковно-приходское попечительство с 4 членами под председательством отпускного фельдфебеля Кирилла Варфоломеева.В этом году зимой было несколько случаев заболевания натуральной оспой, вследствие чего школа закрывалась до прекращения болезни.
В 1885 году было возбуждено уголовное дело о поджоге амбара, принадлежавшего Якову Ивановичу Стромову. Расследование было прекращено за не обнаружением виновных.
В 1887 году крестьянское общество перешло с натуральной засыпки хлеба в общественный магазин на денежные взносы.
В 1888 году было построено новое здание для церковно-приходской школы, построенное на средства общества, помещалась с церковной караулкой. Это было одноэтажное деревянное 1 этажное здание крытое железом.
В период с 1870 по 1886 в селе произошли 45 крупных пожаров, из всех 467 домохозяйств пострадали 319, всего сгоревших строений - 1083. Сумма выданная на восстановление - 17972 руб.
Жители Зверяевки относились к церковному приходу Подоскляйской церкви. Форма землевладения, в отличие от Спасского, была подворно-наследственная. У Тамбовских купцов Сергея Матвеевича Патутина (572 десятины) и Ф.Я. Вологина (288 десятин) на момент 1894 года имелись свои дачи в Зверяевке.
В 1890 году наиболее крупными землевладельцами среди крестьян были: Алёхин Александр Александрович, Барановы Степан, Павел старший, Павел младший и Самуил Васильевичи.
3 марта 1891 года священником Фёдором Ястребцовым открывается общество трезвости в составе 45 человек, давшим обет воздержания от спиртных напитков на Великий пост и неделю Пасхи.
В 1892 году на средство жителей было построено новое здание для земской школы. Это была кирпичная одноэтажная постройка на две классные комнаты, но без учительских квартир . С начала обучения там обучалось до 120 человек. Некоторым детям отказывали в поступлении, из-за переполненности (от 20 до 30 отказов). Одними из первых учителей нового здания были Простосердов Александр Иванович и Пирогова Лидия Ивановна. До этого земская школа размещалась в наёмной избе, которая была очень тесной, при ней не было огорода (в ней незадолго до постройки новой школы обучались 48 мальчиков, 1 законоучитель и 1 учитель - Алексей Раннимов ).
В 1893 г. в церковь села сделали пожертвование Рассказовский купец Василий Асеев и Потомственный гражданин Иван Крюченков. Первый пожертвовал священническое и диаконическое облачения стоимостью более 200 руб., а второй плащаницу в 200 руб. 
В 1896 г. в ночь на 7-8 августа у духовенства села сгорело всё имущество, но особенно пострадали псаломщик 45 летний Иван Простосердов и бывший псаломщик Прокопий Чернявский. Первый один воспитывал 2-х детей, его дом, имущество и хлеб не были застрахованы. У второго двор с хлебом полностью сгорел до тла и он остался без всяких средств к пропитанию. 
В 1897 году в селе был церковных хор и общество трезвости с 45 человеками, давших обед воздержания от спиртных напитков. В этом году урожай был плохой.
С 1898 по 1900 год село насчитывало за это трёхлетие в среднем 4360 жителей. Из них болели заразными болезнями 274, не заразными - 1069. В среднем за трёхлетие заключено браков - 47, родилось - 268, умерло - 171. Из 100 родившихся детей в среднем не выживало 63,6. Смертей приходилось: на детей до 1 года - 46,8%, детей от 1 до 15 - 30,8%, лиц среднего возраста 12,7%, стариков - 9,7%. Основными причинами смертей были: корь, дифтерит и брюшной тиф.

### Начало XX века
В 1903 году в селе было 10 плотников, 2 кирпичника, 2 печника, 6 сапожников, 9 портных, 1 синельщик. Лошадей — 4115, рогатого скота — 2839, овец — 7803, свиней — 404. Церковный староста - крестьянин Герасим Котов. В этом году в храме на средства церковного старосты и других благотворителей были позолочены кресты, окрашена крыша храма, стены и главы - масляной краской. Через год новым церковным старостой на 1 трёхлетие был утверждён Иван Беляев.
11 февраля 1907 года крестьянин деревни Зверяевки, волостной старшина Михаил Кириллович Резанов был избран от фракции Трудовиков в Государственную думу II созыва. После роспуска думы Рязанов вернулся в Зверяевку и во время Революции 1905-1907 годов вместе с сыном псаломщика Александром Простосердовым летом вёл противоправительственную пропаганду и распространял революционные издания среди крестьян.
В том же году в ночь на 26 сентября близ села был убит лесной сторож Кондратьев. Убитый при обходе своего сторожевого участка встретил неизвестного человека и когда спросил "кто идёт", со стороны неизвестного раздался выстрел и Кондратьев был убит наповал. Убийца скрылся, его так и не обнаружили.У крестьянина Петра Васильевича Демичева сгорает деревянная пекарня, деревянная кухня, трёхстенная деревянная лавка, две деревянных горницы, убытку было причинено было на 8000 рублей.

Описание села по епархиальным сведениям в 1911 году:
Церковь каменная, тёплая, построена на средства прихожан в 1887 году. Престолов два — главный Покровский (1 октября) и придельный в честь Живоначальной Троицы. Приход открыт около 300 лет тому назад.

 Дворов 672, душ м. п. 2617, ж. п. 2586, великороссы, имеют на душу 2 д. 1600 с. пахотной, 1000 с. леса и 100 с. лугов.
Река Лесной Тамбов.
Школы: земская двухкомплектная и церковно-приходская однокомплектная с квартирами для учителей. Законоучителю плата поурочная. Есть ссудо-сберегательная касса. Опись церковного имущества имеется. Метрические книги с 1815 г.
Штат: два священника Михаил Андреевич Славолюбов (1870-1917), Фёдор Иоаннович Ястребцев (1844-1923), диакон (Фёдор Семёнович Познанский, 1848-1912) и два псаломщика (Григорий Иванович Барковский (1870-1928), Иван Простосердов (1851) ).
У причта 66 дес. земли, 1/3 часть ее неудобная, земля находится в одном месте, в 2 ½ вер. от церкви. Земля дает годового дохода 460 руб.
Братский годовой доход 1500 руб. Причтовый капитал 660 руб.
Дома у членов причта собственные.
Приход от ст. «Рассказово» Ряз.-Ур. ж. д. 7 вер., почтово-телегр. отд. 5 вер., больницы 7 вер., базара 5 вер., благочинного 17 вер., волост. правл. в том же селе, от г. Тамбова 25 вер., ближайший соседний приход Троицкий с. Рассказово, 3 ½ вер. Адрес для телеграмм и корреспонденции: Рассказово. Земский нач. 3 уч., пристав 2 стана Тамбовского уезда.

 В приходе 2 двор. сектантов субботников, 16 душ обоего пола.

Церковный штат Нижнеспасской церкви (Ястребцев расстрелян в 1923 г., захоронен у церковного алтаря)

Здание Нижнеспасского волостного правления

В 1911 году в Нижнеспасском числилось более пяти тысяч человек. Село протянулось на 4 километра. Селились крестьяне на удобных землях, чаще всего вблизи водоёмов, поэтому село очень разбросано и насчитывало около 20 улиц. Старые названия улиц были: «Залянка» (улица за ручьём «Лянка», сейчас Пионерская, в честь первой пионерки, проживавшей там), «Аникин» (первый поселенец — крестьянин дед Аника, сейчас Комсомольская), «Грязновка» (улица в низине с очень грязной дорогой, сейчас Колхозная), «Боровая» (на берегу реки был бор, сейчас Зелёная), «Беляевка» (много жителей носило фамилию Беляевы, сейчас Коммунальная), «Тарасинка» (первые поселенцы Тарасовы, сейчас Кооперативная), «Гладовка» (почва на этой улице песчаная, на ней ничего нельзя выращивать и люди на ней жили впроголодь, сейчас Пригородная), «Самодуровка» (на этой улице селились люди с «дурным» характером), "Комковка (дорога и дома были комками, сейчас Калининская в честь нахождения там колхоза), "Малая Угляновка" (дома строились углами, сейчас Северная), "Романовка" (по имени поселенца - Романа, сейчас Восточная), "Большая Угляновка" (дома стояли углами, сейчас Московская), "Тиханка" (много жителей носили фамилию Тихоновы, сейчас Октябрьская), "Урядовка" (много жителей носили фамилию Урядовы, сейчас восточная часть Северной улицы), "Продвигаловка" (продвинулась от улицы Тиханки, из-за пожаров, сейчас Мичуринская), "Чибизовка" (от птицы чибис, сейчас Южная), "Базарная" (через неё ездили на базар в Рассказово, сейчас Рассказовская), Соловьёвка (от птицы соловья, сейчас Тамбовская), "Малопесчанка" (из-за песчаной почвы, сейчас Первомайская), "Шубинка" (из-за разведения там овец, сейчас Садовая, раньше была окружена колхозными садами), "Хомутовка" (раньше там делали хомуты для лошадей, сейчас Лесная), "Кука" (из-за отдалённости, сейчас Подлесная). Улицу в то время называли «порядок».
Крестьяне, в среднем, имели наделы по две десятины на душу (малый надел). Женщины не имели права на владение землёй. Из-за песчаного типа почвы многие страдали от безземелья. Главная часть не истощённых наделов находилась на левой стороне реки Лесной Тамбов и преобладала чернозёмом, а лесные участки на правом берегу имели песчаную почву. В деревне Зверяевка почва супесь и частью песок. На 1904 год число душ, владевших землёй — 1095. Форма землевладения — общинная. Количество надельной земли 7345 десятин (из них 1078 лес). Некоторые собственники сдавали свои участки под обработку другим крестьянам, оставляя себе только огород и содержа небольшое количество скота для личных целей, и занимались исключительно кустарными и отхожими промыслами, работой на торгово-промышленных предприятиях, батрачеством, торговлей и иными видами неземледельческой деятельности.
Восток села около деревни Малая Богословка (сейчас Мальщина, Рассказово) представлял собой бесплодную пустошь, состоящую до 50 десятин из песка. С севера пески подходили к лесу. При ветре происходили мелкие вихри.
Некоторые жители вместе с деревней Зверяевкой пасли скот в лесу, где водопоем служили три болота, оставшиеся после добычи торфа, вода в них была хорошая, там водилась даже рыба. Присутствовал овраг, он начинался в полях и выходил в село, длина его была с версту, глубина незначительна, 4 версты.
Большинство жителей Зверяевки (Промышляя) занимались кустарным промыслом, тканьем сукна, валяньем войлоков и приготовлением полостей. Все крестьянки Нижнеспасского, начиная с 8-9 летнего возраста также занимались шитьём. Продукция сбывалась в основном в Рассказове через скупщиков, развозивших её в Ростов и Нижний Новгород в большом количестве.
В селе значительно был развит извозный промысел. Крестьяне возили зерно с юга, из степей на имеющееся в селе мельницы (паровую и водяную) и отвозили на железнодорожную станцию Рассказово. Возили также торф и лес на Рассказовские фабрики.
Село обслуживало 2 фельдшера, но спросом у крестьян пользовались знахари и знахарки. Скот ездили лечить в Рассказово.

Крестьянка села Нижнеспасского в русском народном костюме. В полный рост у сарая покрытого черепицей.

Съёмщиков пашни 39 % по волости, от общего числа домохозяев бывших государственных крестьян, а между бывшими помещичьими 75 %. Съёмка земли исключительно подесятинная на один посев и большею части с отработанную значительную части съёмочных цен. Цена съёмки паровой десятины от 14 до 20 рублей, яровой от 10 до 18. Пашни были разделены квадратами 200x200 саж. и эти квадраты называются у крестьян «обрезами». Главным рынком для крестьян являлось Рассказово. Но, также отчасти и возился хлеб на продажу и в Тамбов. Крестьяне 1078 дес. лесного надела ежегодно вырубают до 20 дес, достается по 2 — 3 деревьев и до 3 возгораемого топлива на душу.
У крестьян села в качестве одежды использовались: лапти, онучи, панары до пят, мешковины, грубая холстина. Среди у женщин в качестве наряда была распространена понёва.
В селе была продовольственная, винная лавка и множество шинков по продаже спиртного. Нижнеспасское лидировало по количеству алкогольного промысла во всём Тамбовском уезде.
Избы у крестьян, в основном, были тесные, крытые соломой. Они округлялись плетнями и изгородями из жердей и кольев. Внутри домов большие глинобитные печи занимали половину избы. Престольный праздник - Покров День (1 октября, в честь Покровского престола церкви). Сельским старостой был Баранов Елисей Васильевич (1870 г. р.).
В 1910 году было запущено надзорное производство судебного следователя 2-го участка Тамбовского уезда против помощника волостного писаря М.А. Спиридонова, обвиняемого в подлоге решения сельского схода. Производство было прекращено в связи со смертью обвиняемого.Аналогичные обвинения были выдвинуты в отношении волостного старшины Резанова и писаря М. Лапшина, но дело было прекращенно за отсутствием состава преступления.
9 апреля 1910 года во время пожара в селе пострадало 66 домохозяйств (полностью сгорело 45 дворов), причинив убыток на 32000 рублей. Церковный староста Иван Миронович Слободской начал сбор пожертвований. Пожертвования приходили и от жителей соседнего села Рассказово. Крестьяне просили оказать помощь у земского начальника, но прошение было отклонено, в виду оценки пожара, как характер принесённых убытков по его мнению был незначительный.
С 5 сентября 1910 г. в селе вспыхнула эпидемия холеры, заразившая 29 человека (смертность была около 47,4%). В село выезжал эпидемический отряд, были приняты санитарный меры. Эпидемия закончилась к концу месяца . До этого в селе в начале того же года протекала эпидемия ссыпного тифа.
Наиболее значимыми людьми в селе в то время были рассказовский купец Желтов и предприниматель Иван Васильевич Казаков. Многие крестьяне работали у них по найму на предприятиях, часто бывали у них на дому. Некоторые семьи также ездили на заработки в Рассказово (к фабрикантам Асеевым, купцам Болотниковым, Желтовым) и занимались извозом.
Весной 1911 года волостное правление было подожжено. Началось расследование, в ходе которого оно было прекращено за не обнаружением виновных.
Летом 1911 года произошёл инцидент, рассматривал который прокурор Тамбовского окружного суда. В ходе дела выслушивались обвинения в адрес С.И. Каретникова и других лиц, которые якобы оказали сопротивление волостному старшине при исполнении им служебных обязанностей. Производство было прекращено за недостатком улик.
Крестьянин Иван Фёдорович Спиридонов подавал жалобу на волостного старшину Беляева. В жалобе утверждалось, что Беляев обеспечил своё избрание на должность путём подкупа участников волостного схода. Однако следствие не нашло достаточных доказательств для подтверждения обвинений. В результате жалоба была отклонена за отсутствием состава преступления. 
В 1913 году в состав Нижне-Спасской волости входили: деревня Богословка, Туляны, село. Верхнеспасское, Ворожейкино, Нижнеспасское, Промышляй (Зверяевка), Озёрки, Подоскляй, Скорятино. Волостной старшина крестьянин Матвей Прокофьевич Беляев, писарь крестьянин Александр Васильевич Орлов. В здании волостного правления также находилось отделение милиции во главе со становым приставом. При нём же был суд, судьями которого были авторитетные жители. Известно о случаях привлечения молодых людей к ответственности даже за такие незначительные нарушения, как отсутствие приветствия к старшим.
Школы села на 1913 год:

Дом причта

Здание земской школы (построено в 1892 году), (преобразована в семилетнею)

1. Двухклассная двухкомплектная земская школа (срок обучения 3 года), находилось рядом со здание волостного правления. Законоучитель — священник Фёдор Иванович Ястребцев. Учители: Леонид Фёдорович Белозёрский (с сентября 1908), Юлия Ивановна Белозёрская (с августа 1902). Каменное 1-этажное здание на таком же фундаменте. Построено в 1892 году, специально под здание школы, на средства сельского общества, 2 классные комнаты, свой огород . Из недостатков холод и не исправность печей. Число обучающихся — 95 человек.[18]
2. Одноклассная двухкомплектная церковно-приходская школа (срок обучения 2 года), находилось рядом с храмом — законоучитель священник Михаил Андреевич Славолюбов. Учительницы: Ольга Павловна Забавникова, Анина Михайловна Славолюбова. Одноэтажное здание, сделанное из соснового леса, крытое железом, с квартирами для учащихся. Построено в 1897 году на церковные средства стоимостью до 1500 рублей, помещалось с церковной караулкой. Свет падал слева и сзади, просторная. Из недостатков там было мало света. Число обучающихся — 24 человека. При школе был свой певческий хор.

Первый урок начинался с пения молитвы, их проводили законоучителя — священники. Парты были шестиместными, на каждой по чернильнице. В школах в основном изучали такие предметы: русский язык, арифметика, закон Божий, география и естествознание, рукоделие (для девочек). Также в земской школе по воскресеньям, праздничным дням и иногда в будние дни после обеда устраивались повторительные уроки для взрослых (чтение, письмо, счисление). По воскресеньям и религиозным праздникам ученики вместе с учителями были обязаны посещать церковь.Позднее, во время Великой Отечественной войны, рядом с церковно-приходской школой находился детский дом, который просуществовал до середины 1950-х годов.
7 июня 1911 года село и местный храм посетил настоятель Тамбовского Казанского монастыря, епископ Тамбовский и Шацкий Кирилл. На момент прибытия архипастыря в храме и около храма ожидали тысячные толпы прихожан. Епископа торжественно встречал притч церкви у ворот церковного погоста вместе с крестным ходом. После чего Кирилл при стройном пении большого церковного хора вступил в храм. Здесь, пока шла служба, Кирилл облачился в алтаре в так называемое "малое облачение", а затем вышел на солею и пригласил переполнявших храм прихожан спеть вместе с ним молебен Божьей Матери. Молебен был совершён Архипастырём при участии протоирея Малицкого, священника Муравьёва и приходских священников Ястребцова и Славолюбова при общем пении прихожан. После молебна Кирилл обратился к народу. Затем он преподал каждому по отдельности благословление. После благословления Кирилл осмотрел храм, а после выхода из храма осмотрел вновь устроенное здание для церковно-приходской школы и посетил дома приходских священников. Епископ объявил также благодарность обоим священникам храма за труды по устройству здания церковно-приходской школы, построенной усилиями священников на средства прихожан при небольшом пособии из казны.
В период 1912-1924 годов в Спасском и в других крупных сёлах планировалось открыть двухклассное училище, вместо земской и церковно-приходской школ, но этому помешала Первая Мировая война. Этому способствовали постепенная развивающиеся отрасль земской деятельности, распространяющееся по селам учреждения мелкого кредита соответственно и спрос на людей с большим образованием начальной школы. А также рост населения и парарельный с ним рост малоземелья и отход в другую сферу труда.
В Нижнеспасском в ночь на 11 апреля 1914 года сгорел деревянный флигель, крытый соломою, и плетневый сарай, принадлежавшие крестьянину Ивану Шепелеву. Эта более чем скромная постройка была застрахована в страховом обществе «Русь» на 600 рублей. Фактическая же стоимость, по определению понятых, составила 200 рублей. В поджоге подозревается сам владелец Шепелев и крестьянин Котов, которые были арестованы. На следующий день в ночь на 12 апреля у крестьянина Дмитрия Зыбина сгорела баня, застрахованная на 30 рублей во взаимном страховании. Подозревается в поджоге проживающий в селе крестьянин Тимофей Брюзгин. Агенты страховых обществ принимали на свой страх имущества в три раза дороже их нормальной стоимости, то есть имущество, стоящее 200 рублей, принимали за 600.
В этом же году село посетил книгоноша крестьянин Иван Куксов.
Нижне-Спасская волость вместе с другими приняла участие в проверочном сборе запасных нижних чинов армии и флота 14 июня 1914 года. Место проведения — Рассказовское волостное правление. После проверки все призванные были в этот же день распущены по домам.
В годы Первой Мировой войны в окрестности села стали прибывать беженцы из Западных губерний.
В период с 11 ноября по 30 января 1916 г. от учащихся церковно-приходской школы поступило пожертвование в сумме 4 рубля в комитет помощи русским военнопленным.
В 1916-1917 г. комиссией епархии причт Покровского храма был признан нуждающимся в казённом пособии от епархии.Летом того же 1916 года было образовано Нижнеспасское потребительское общество из-за повышающихся цен на товары.
Выборы в Учредительное собрание в селе проходили с 12 по 14 ноября 1917 года с 8 утра до 8 вечера. Члены избирательной комиссии: председатель Сергей Лепёшкин, секретарь Иван В. Сепирнов, члены Игнат Григорьев Варфоломеев и Илья Яковлев Баранов. Всего находилось 2 закрытых избирательных ящика для избирательных записок, было выделено одно отгороженное помещение в здании земской школы. Каждый из приходящих избирателей предъявлял своё именное удостоверение, был отмечен в списке, получал в конверт, отходил в отгороженное помещение, и по возвращение передал свой заклеенный конверт председателю комиссии, который отпускал его на глазах избирателя. 14 ноября в 2 часа дня подача голосов была объявлена законченной и было объявлено всем лицам, что они могут присутствовать при счёте голосов. Для оказания помощи при подсчёте были приглашены: сторонний милиционер Василий Данилов Коломников (1883-1920) и крестьянин Иван Петров Урядов. В итоге в избирательный список было внесено 3095 избирателей. Всего проголосовало 1457. Тем самым, явка составила 47 %. Большинство населения отдало голоса за большевиков (1083), за ними шли эсеры (334), меньшевики (30), кадеты (19) и другие. Выборы прошли без каких либо нарушений.
После Октябрьского переворота, в 1918 году земская и церковно-приходская школы были объединены в единую трудовую начальную школу. По официальным данным Советы в Нижне-Спасской волости были провозглашены 21 марта 1918 года по новому стилю. Объявление о переходе к власти советов было сделано в помещении бывшей земской школы. Там на время расположился волисполком, который и принял решение о переходе власти к Советам.
Во время проведения мобилизации в РККА в годы Гражданской войны весной 1919 года многие призывники прятались в лесу к северу от села. Большевиками была сделана на них облава, в ходе которой было поймано 70 дезертиров (вместе с Рассказововскими), трое бежавших были подстрелены. Для увеличения эффективности борьбы с дезертирством 25 декабря 1919 г. в село прибыла выездная сессия Губрев-воентрибунала по Тамбовскому уезду. Всего было осуждено во всех волостях более 150 человек. Мерами наказания Губ-реввоентрибунала являлись расстрел, тюремное заключение на срок до 10 лет, отправление в штрафную роту на срок до 5 лет .
Во время Тамбовского восстания из-за обстановки трудовая начальная школа временно не работала.

### Тамбовское восстание (1920—1921)
Во время Тамбовского восстания Нижне-Спасская волость, благодаря своему выгодному положению (на северо-востоке волости был большой лес, где скрывались крестьяне) стала одним из центров восстаний в Тамбовской губернии. Она восстала одной из первых в Тамбовском уезде в августе 1920 г.. Сами восставшие брали село всего несколько раз. Некоторая часть населения села поддержала восстание, в том числе поставляя продовольствие восставшим. Другая заняла нейтральную позицию и большую часть пряталась по домам. Руководителем группы восставших в Нижне-Спасском был — некто Урядов (к 1921 арестован и расстрелян).
В октябре 1920 года местная красная власть была в панике и вследствие этого была эвакуирована в Рассказово. Но, позже после занятия красными села она была возвращена.
До штурма Рассказово 10 апреля 1921 г. в селе была произведена шумная провокация со стороны Матюхина. На тот момент Нижне-Спасское защищали 2 красноармейские роты. В темноте в село вошёл один из отрядов повстанцев, устроив стрельбу и сразу бежав при ответных выстрелах. И хотя особой угрозы захвата не было, Нижнеспасский гарнизон запросил по телефону помощи, в результате чего ему выслали дополнительную роту. Как ни странно налет на с. Нижнеспасское, лишь убедил Рассказовское командование в отсутствие у антоновцев сил для атаки на крупные населенные пункты и никаких мер по усилению боеготовности оно не предприняло.
Примечателен тот случай, когда группировки внезапно заняли село и, видимо, по обдуманному плану задержали в заложниках нескольких коммунистически настроенных жителей и комсомольцев. После обдуманного плана обсуждения друг с другом, коммунисты бросились на ближайших бандитов, сбили их с ног и побежали, перебегая между деревьями. В суматохе, одному из них Ивану Каретникову и некоторым другим удалось сбежать в Рассказово, остальные погибли.
Известны случаи когда восставшие крестьяне устраивали террор против своих односельчан-коммунистов и их семей. Одной из такой жертв стал руководитель первый большевицкий военный комиссар Нижнеспасской волости Коломников Никита Павлович, он был зарублен саблями, вскоре 27 мая 1921 года в Зверяевке была также зарублена и его жена. В ночь с 23 на 24 июня неизвестными был убит продармеец и  рабочий, убийцы были довольно таки в большом количестве, пешие и конные. После проведения террора восставшие уходили назад в убежище. Отряды красных разной численностью то приходили, то уходили в село, большевики контролировали Спасское по большей части всё восстание.
На 30 мая 1921 года восставшими была объявлена мобилизация крестьян села, но по случаю прибытия красных, она была отложена на следующее 31 число. Мобилизовались мужчины от 18 до 35 лет. Многие жители этому воспрепятствовали и на время бежали из села, так как восставшие обещали вырезать семьи не поступивших к ним. А 7 июня в  Зверевке состоялось собрание местных жителей. На нем агитатор призвал крестьян добровольно вступать в ряды повстанцев, в противном случае он грозил проведением мобилизации всех мужчин в возрасте от 18 до 40 лет.
Под конец восстания восставшие Спасские крестьяне находились в лесу, в армии Матюхина.
По местным рассказам один раз в село прибыл отряд красных, он начал похищать людей из домов и брать их в заложники. Всех заложников посадили в сарай. Жители села собрались из-за этого у их штаба и стали просить отпустить их всех. Красные открыли огонь, арестовали просителей и сказали, что всех в амбаре расстреляют, а само село за это сожгут. Тогда один из жителей села побежал в лес за Подоскляй к восставшим крестьянам, среди которых были его односельчане и обо всём им доложил. Главой тех восставших был Иван Матюхин. Отряды Матюхина вместе с ним пришли в Спасское и всех красных вместе с коммунистами убили, а заложников из амбара выпустили. Спустя время, когда отряды восставших покинули село, в Спасское пришёл большой отряд красных из Рассказово. Они с каждой улицы брали по 20 крестьян, а дома их сжигали. Этих людей повели на расстрел на реку Лесной Тамбов. На этом месте позже жители села кресты поставили. В окрестных лесах до 1960-х годов могилы стояли.
21 июня и 10, 8 и 16 июля 1921 года в селе большевики снова начали брать в заложники жителей села, для того чтобы те начали выдавать им повстанцев, их семьи и склады с оружием на выдачу давалось 2 часа. Было взято 150 заложников, после расстрела явилось 2 крестьян с 1 винтовкой, револьвером браунинга, 21 патронами и крестьяне начали всё выдавать. Количество расстрелянных за всё время не менее 18 человек.
Во время красного террора, ища повстанцев, многих жителей села красные отправляли в заключении в Рассказово; отбирали имущество, зерно, скот у крестьян, насиловали.
После того как восстание близилось к завершению ревком при содействии крестьян выдали до 40 участников восстания. К состоянию 26 сентября 1921 года в Нижне-Спасской волости: всего человек состояло в группировках — 358, изъято — 57, явилось добровольно — 97, неизвестно где — 203.

### Советский период
Исполнительный комитет Нижнеспасского сельского Совета рабочих, крестьянских и красноармейских депутатов (сельсовет) был образован 24 марта 1920 года. К 1920 году в Нижне-Спасской волости проживало 21 316 тыс. чел. В самом селе проживало 6900.
В самом начале 1920-х годов в Спасском создаются: 4 сельско-хозяйственных артели: "Урядовская", "Трудолюбие", "Благое дело", "Сидневская", 2 сельско-хозяйственных товарищества: "Нару-Тамбов" и "Дружба", Нижнеспасское потребительское общество и мелиоративное товарищество "Примерное". Одна из артелей была занята пошивом полушубков, изготовлением валяной обуви, выделкой овчины, пошивом обуви и трикотажным промыслом. В д. Зверяевке был свой 9-й агрономический участок, который обслуживал несколько волостей, при нём был прокатной пункт.
Первое упоминание о библиотеке в селе, вернее об избе-читальне, относится к 1923. Первая массовая библиотека на селе была открыта в 1947.
К 10 марта 1924 года Нижне-Спасская волость была упразднена, а её бывшая территория вместе с Нижнеспасским сельсоветом вошли в состав укрупнённой Рассказовской волости.
Во время голода в Тамбовской губернии 1924—1925 года его последствия чрезвычайно были сильны в Нижнеспасском. 23 мая 1925 г. от голода удушился гр-н Балабаев Д. Я. В те дни в селе каждый день умирали по 5-6 человек, в особенности дети. По Рассказв. волости голодало до 40%. По Рассказовской вол. организована комиссия по обследованию голодающих, в состав которой вошёл доктор.
В 1928 году был образован отдельный Рассказовский район новообразованной Тамбовской области куда вошёл и Нижнеспасский сельсовет.
Коллективизация сельского хозяйства в селе началась в 1929 году. В 1929 году впервые на улице Большая Угляновка создан колхоз имени «Молотова». Первый председатель колхоза был Потапов Григорий Никонорович. Первыми колхозниками стали коммунист Панфилов А.И, Ульяхин Василий Никифорович (1893), Кирсанов Пётр Павлович, Жиров Дмитрий Матвеевич, Косогорцев Николай Филиппович. Колхоз имел три больших хозяйства, в него входили более 700 мелких хозяйств. Были перераспределены колхозу паровые мельницы и имущество, принадлежавшие ранее крестьянам Котовым, Кондратьевым, Денисовым, впоследствии осуждённым. Организовавшийся колхоз получил и стал обрабатывать 70 га земли, принадлежавшей ранее церкви и самим колхозникам. В колхоз имени Молотова вступили крестьяне улиц Большой Угляновки, Голодовки, Грязновки, Тихановки. В 1932 году Молотов разделяется на три отдельных колхоза: «Молотов» (председатель Потапов Алексей Алексеевич), «Будённый» (на улице 1-я Базарная, председатель Пойманов Иван Семёнович), «Калинин» (на улице Залянка, председатель Панфилов Андрей Иванович, также председатель комитета бедноты). В ноябре 1932 года был создан колхоз «Заря Социализма» (на улице Лесная) для крестьян, до последнего тянувших с входом в колхоз «Калинина», в результате этого их не взяли, потому что в том колхозе не было мест. Председателем этого колхоза был Баранов Яков Степанович. Кроме того, в деревне «Зверяевка» действовал ещё один колхоз «Красная Заря», объединивший 60 хозяйств. Итого к 1934 году в селе и его окрестностях действовало 5 колхозов. Первым трактором был «Фордсон», который был представлен на сельском сходе. До появления трактора не было никакой техники. Пахали, бороновали, либо коровами, либо лошадьми. Если в колхозах были лошади, то люди работали на овчинно-шубный завод в Рассказово, поставляя торф, при этом один человек работал на двух лошадях.
В 1930 году было введено обязательное 4-х летнее обучение всех детей школьного возраста, а в 1931 году открылась семилетняя школа (неполное среднее образование, по желанию остальные классы ездили доучиваться в школу № 4 в Рассказово) на месте бывшей земской школы. Первым директором школы был Кочетов Н. М.
К концу 1930-х годов, ниже по течению реки на улице Аникин (Комсомольская) была восстановлена водяная мельница, которая молола зерно и вырабатывала электроэнергию для освещения близлежащих улиц: Комковки (сейчас Калининская), Проявлёновки (Школьная), Самодуровки (Дачная). Она просуществовала до 1960-х годов, пока не сгорела.
Покровская церковь закрывается в 1936 году в связи с антирелигиозной компанией в СССР. Осенью 1937 года весь клир церкви со священником Александром Павловичем Забавниковым (1884) были осуждены и репрессированы. Храм использовался как склад колхозного хлеба. Впоследствии верующие жаловались на несправедливое действие властей, но безрезультатно. По воспоминаниям местных жителей церковь не стали разрушать лишь из-за лени местных жителей.
К 1940 году имелись хлебопекарня и при колхозе "им. Калинина" кирпичный завод.
В годы Второй мировой войны на следующий день после начала нападения в селе началась мобилизация. Брали всех мужчин с 1900 по 1922 г. рождения. В колхозе к тому времени была уже серьёзная техника: трактора, грузовики. Всё это забрали для фронтовых нужд, а также и лошадей. На последний грузовик брали мобилизованных и на нём везли их в Рассказово. Урожай с колхоза отправлялся непосредственно на фронт. Секретарём исполнительного сельского комитета была Ольга Капитоновна Каретникова. Похоронки в то время приходили часто и разносились по домам, изредка случались путаницы.
После закрытия церкви бывшие прихожане стали скрытно исполняли обряды. Совершались богослужения не имеющие на то разрешение властей, так весной 1944 года диакон Назаров Василий Иванович (1906-1977) совершал богослужения на дому с участием хора из любителей, впоследствии на него был наложен годовой налог из расчёта с преподанной причтом суммы с выручки первого месяца после открытия церкви. Осенью того же года года жители обращались с заявлением об открытии Покровской церкви, вскоре просьба была удовлетворена. Состав нового причта на 1 января 1946 года был такой: врио настоятеля Николай Павлович Фиделин (1896) (вместо Кириллова Георгия Петровича, 1888, священник в 1944-1945), диакон Д.Е. Пешков (1885), псаломщик Ф.В. Белобрыкин (1879).
Жители села принимали участие в заселении Калининградской области.
Директором послевоенной семилетней школы стал Пахунов Александр Сафронович (1918).
В 1950 году все имеющиеся средства производства, земля, скот пяти колхозов были объединены в один колхоз им. Калинина (в настоящее время разобран). Председателем остался Курбатов.
Состав колхоза на 1 января 1962 г.:
1. Населённых пунктов в колхозе — 2;
2. Число наличных дворов — 356;
3. Трудоспособных мужчин в возрасте от 16 до 60 лет — 250;
4. Трудоспособных женщин от 16 до 55 лет — 340.

Всего наличных членов колхоза и их детей — 1305.
Население к середине 1960-х годов составляло 3200 человек. В 1962 году было полностью электрифицировано всё село (одним из первых в Тамбовской области). С 1962 года семилетняя школа была преобразована в десятилетнюю. В 1964 году в ней обучалось 540 учеников, стала средней. Появились бытовые учреждения, в 1970 году построили административное здание, в 1968 году открыли новый Дом культуры. Председателем колхоза в то время был П. Попов, председателем исполкома Совета А. Тихонов, секретарём парторганизации И. Кирсанов. Современные названия улиц село носит с 1967 года. В 1977 году было построено новое двухэтажное здание школы, куда перевели и начальные классы. В 1986 году началась газификация села. В то время в деревне Зверяевка действовал аэродром. Валентин Николаевич Белобрыкин известен своей съёмкой жителей села в те годы. Председателем колхоза в 1980-х был Е. Н Бирюков.

### Конец XX — начало XXI века
В 1998 году колхоз им. Калинина был преобразован в СХПК им. Калинина. В 2001 году образовывается ООО «Нижнеспасское». В 2003 году СХПК был ликвидирован. В 2007 году было образовано ЗАО "Нижнеспасское". 26 февраля 2010 года было ликвидировано ООО "Нижнеспасское". В 2013 ЗАО ликвидируется. Генеральным директором всех этих кампаний был Николай Иванович Баранов.

## Население села
В 1705 году село насчитывало 67 дворов.
В 1719 году село насчитывало 46 дворов.
В 1745 году в селе проживало — 809 жителей мужского пола.
В 1761 году село насчитывало — 1448 жителей
В 1856 году в селе проживало — 2034 жителей.
В 1862 село насчитывало 255 дворов, с населением 2140 жителей.
В 1876 году в селе проживало — 3048 жителей
В 1880 году село насчитывало 435 дворов, с населением 3152 жителя.
В 1884 году село насчитывало 465 домохозяев с населением 3291 житель.
В 1898 году в селе проживало — 4164 жителя.
В 1911 году село насчитывало 672 двора и 5203 жителя.
В 1914 году в селе проживало — около 5494 жителя.
В 1920 году в селе (вместе тогда с соседней деревней Зверяевкой) проживало — 6900 человек.
В 1926 году в селе (вместе тогда с соседней деревней Зверяевкой) проживало — 6768 человек.
В 1932 году в селе проживало — 6369 человек.
В 1939 году в селе проживало — 6390 человек с 890 домохозяйствами.
В 1959 году в селе проживало — 4785 человек.
В 1966 году село насчитывало 1111 домохозяйств
В 1970 году в селе проживало — 3280 человек
В 1979 году в селе проживало — 2860 человек.
В 1989 году в селе проживало — 2255 человек.
В 2001 году в селе проживало — 2404 человек.
В 2006 году в селе проживало — 2292 человек.
В 2010 году в селе проживало — 2101 человек.
В 2011 году село насчитывало 970 домохозяйств.

## Фамилии
Фамилии жителей Нижне–Спасского можно проследить с самого основания села. Большинство первопоселенцев имело фамилии уже в первой переписи 1719 года. Многие фамилии из 18 века, почти без изменений, дошли до наших дней: Агеев, Агурцов, Анохин, Балобаев, Балыбин, Баранов, Беляев, Брюзга (Брюзгин), Варожейкин, Горелкин, Григорьев, Дмитриев, Ерофеев, Зайцев, Иванов, Коломнин, Карей, Каретников, Котов, Кондратьев, Кулешов, Лезин, Лепешкин, Мартынов, Попов, Панфилов, Рыков, Сисин (Силин), Смелов, Стромов, Степанов, Терентьев, Тихонов, Ушаков, Фомин, Федоров, Харламов (Харланов), Чудин, Шишкин, Юдин.
Некоторые фамилии первопоселенцев к середине 19 века пропадают из списков переписей, такие как: Бораборкин, Бастрыкин, Безукладов, Болдарев, Булгаков, Валовых, Гаврилов, Голой, Дерябин, Кнесков, Коротчин, Нырков, Нечаев, Пегасин, Позняков, Полков, Ревнин, Сухорев, Тупенников, Чесов, Шелаев. А некоторые, наоборот появляются в 19 веке и прослеживаются в современной истории села: Агапов, Алехин, Балобрыкин, Болтнев, Братухин, Варфоломеев, Денисов, Евдокимов, Егоров, Жиров, Заволостнов, Зверьков, Кириллов, Козьмин, Крутицких, Калашников, Корабельников, Левашов, Лазорев, Моисеев, Миронов, Мироедов, Обжорин, Потапов, Пойманов, Палкин, Расегаев, Саватеев, Севастьянов, Спиридонов, Тарасов, Тормышев, Уйманов, Урядов, Шепелев.
Остальные существующие в 21 веке фамилии, появились либо в самом конце 19 или ещё позже в 20 веке.
Что касается династий, то рекордсменами по количеству жителей, носящих ту или иную фамилию, являются, безусловно, несколько старинных крестьянских родов, дошедших до наших дней, потомки которых проживают в селе и поныне.

### Котовы
В 1719 было одно домохозяйство Котовых – 4 брата Максимовичи – Петр (1661), Козьма (1651), Евдоким (1664) и Ефим (1669). У Петра сын Федор, 2 пасынка, племянник, внук и 2 правнука. У Евдокима два сына – Василий (1689-1756) и Григорий (1699-1755). У Козьмы сын Михаил и три внука – Тарас (1726-1752), Алексей (1734) и Вавил (1744-1818). У Ефима – 3 сына и 4 внука. От этих 4 братьев и пошли все Котовы, живущие ныне в Нижнее-Спасском. В 1834 году было уже 14 домохозяйств с фамилией Котов, это около 50 взрослых мужчин. 25 раз фамилия Котов встречается на плитах мемориала не вернувшихся с Великой Отечественной войны жителей Нижне-Спасского.

### Барановы
В 1719 году в Нижне-Спасском проживали 4 семьи Барановых – Савелий Семенович (1699) с двумя малолетними детьми, Акинфей Зотович (1669) с братом Евтропом (1674), Яков Ильич (1646) с двумя сыновьями – Павлом (1679) и Прокофием (1689), братья Никифоровичи – Фрол (1669), Константин (1671-1747), Василий (1679). Это прародители всех Барановых из Нижне-Спасского. 40 человек с фамилией Барановы родом из Нижне-Спасского погибли на фронтах Великой Отечественной войны.

### Беляевы
Степан Ерофеевич Беляев (1659) имел 2-х сыновей Фатей (1689-1747) и Ефтюфей (1704) и двоюродный брат Степана – Леонтий Сафонович Беляев (1660) с сыном Моисеем послужили основой рода Беляевых – 16 крупных домохозяйств к концу 18 века – около 40 взрослых мужчин носили эту фамилию. 25 Беляевых не вернулись домой после 1945 года.

## Известные уроженцы
Николай Федорович Познанский (1888—1952)— Доктор педагогических наук, профессор, член-корреспондент Академии педагогических наук РСФСР.
Михаил Кириллович Резанов (1865 —?) — Крестьянин деревни Зверяевки, волостной старшина, депутат от партии трудовиков Государственной думы Российской империи II созыва от Тамбовской губернии.
Уйманов Николай Александрович (1882–1966)  — Врач-дерматолог.
Евгений Николаевич Бирюков (1943—2000) — Заслуженный работник сельского хозяйства, возглавлявший в течение двух десятков лет колхоз им. Калинина.Под его руководством сельское хозяйство достигло наивысшего расцвета. Он избирался много лет депутатом районного и областного Советов, позже возглавлял Рассказовский районный Совет народных депутатов.
Петр Васильевич Попов (1919—1992) — Почётный гражданин Рассказовского района, участник Великой Отечественной войны, партийный и хозяйственный деятель. С 1959 по 1980 был председателем колхоза, за многолетний плодотворный труд награждён орденами «Знак Почета», Трудового Красного Знамени, Отечественной войны 2 степени.
Владимир Васильевич Терентьев (1932—2000) — Механизатор, почётный гражданин Рассказовского района. Награждён орденом Трудового Красного Знамени, а также почетными знаками ударника трех пятилеток.
Котов Виталий Васильевич (7 декабря 1936) — хозяйственный деятель. После прохождения в 1955–1958 действительной военной службы на Балтийском флоте окончил Котовский индустриальный техникум (1961) и Воронежский заочный политехнический институт (1971). В 1961–1964 работал электромонтёром на Тамбовском котельно-механическом заводе, в 1964–1977 – инженером-электриком, главным инженером, заместителем директора завода «Тамбоваппарат», в 1981–1984 – главный инженер производственного объединения «Тамбовоблкоммунэнерго». В 1984–1997 – начальник производственного управления, генеральный директор акционерного общества (с 1993) «Тамбовоблгаз», в 1997–1999 – директор Тамбовского филиала «Межрегионгаза». Избирался депутатом Тамбовского областного Совета народных депутатов 21-го созыва. (1990).
Варфоломеев Николай Михайлович (21 января 1929 — 24 декабря 1988) — Герой Социалистического Труда (1971). Из крестьян. Окончил в 1949 школу фабрично-заводского обучения (ФЗО). С 1944 работал в колхозе имени Калинина, с 1949 – штукатур треста «Тамбовхимпромстрой», с 1955 – бригадир комплексной бригады отделочных работ. Удостоен звания героя за высокие экономические показатели. Делегат 20-го, 22-го, 25-го съездов Коммунистической партии Советского Союза.